# Kristian Ottosen
Kristian Ottosen (15. januar 1921 – 1. juni 2006) var en norsk faglitterær forfatter og modstandsmand.
Han tog sin studentereksamen samme år, som Norge blev besat i 1940, og han gik ind i modstandskampen. I 1942 blev han arresteret og ført til Tyskland som Nacht und Nebel-fange. Han kom til at sidde i flere koncentrationslejre, heriblandt Sachsenhausen og Neuengamme. Han blev reddet af de hvide busser i foråret 1945, men var meget svækket.
Efter krigen arbejdede han i studenterarbejde, og han var i perioden 1950-79 leder af Studentsamskipnaden i Oslo. Han var også central i etableringen af de såkaldte distriktshøjskoler, der blev etableret fra 1969. Endvidere var Ottosen initiativtager til statens lånekasse til studerende, og han sad i bestyrelsen for NRK og det norske Nationaltheatret.
Kristian Ottosen har skrevet en lang række bøger, herunder flere om norske krigsfanger og forholdene i koncentrationslejrene. Han modtog flere priser og blev i 1994 udnævnt til kommandør af St. Olavs Orden.